# 粟島浦村

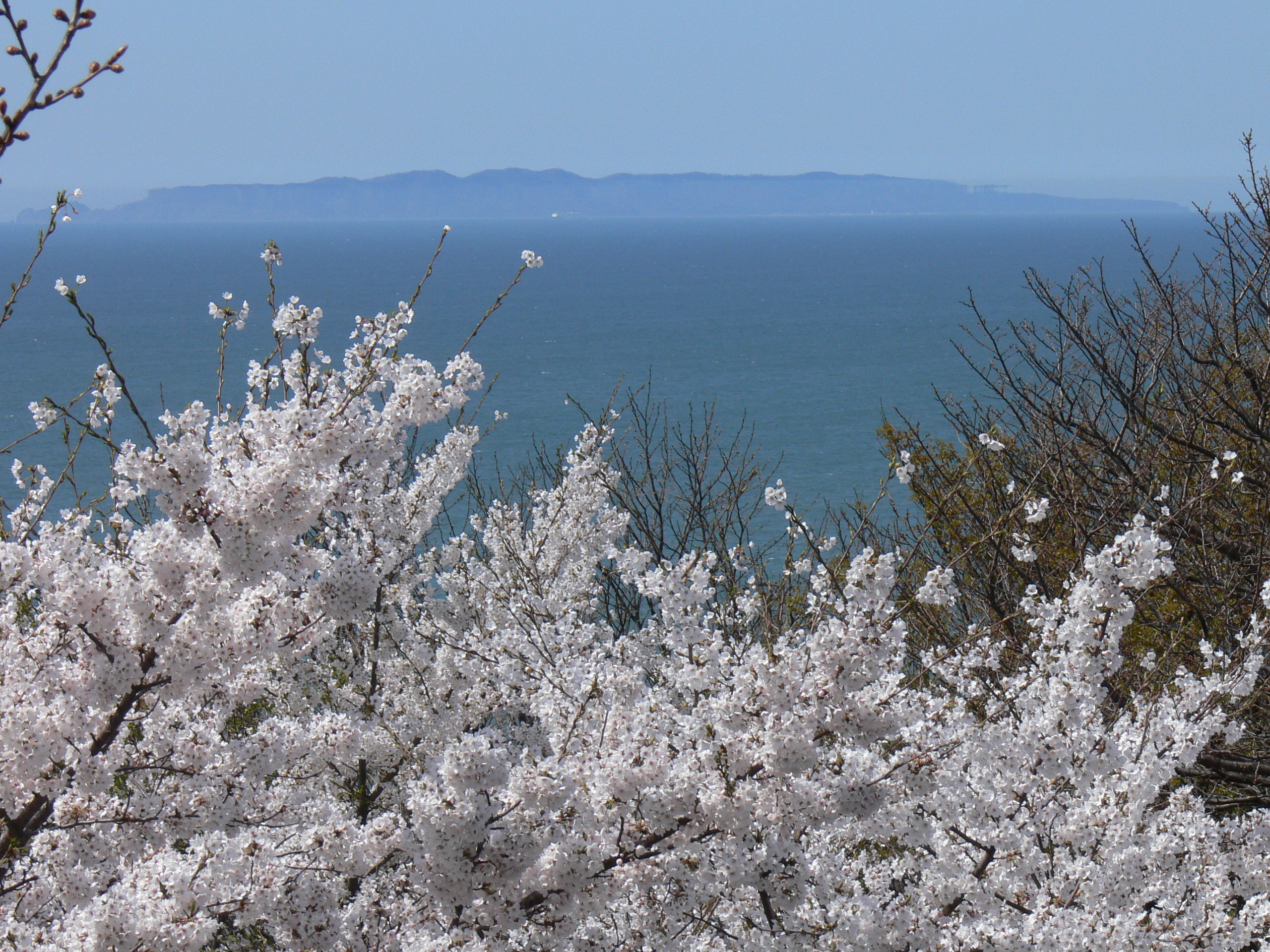
村上市の諸上寺公園から望む粟島

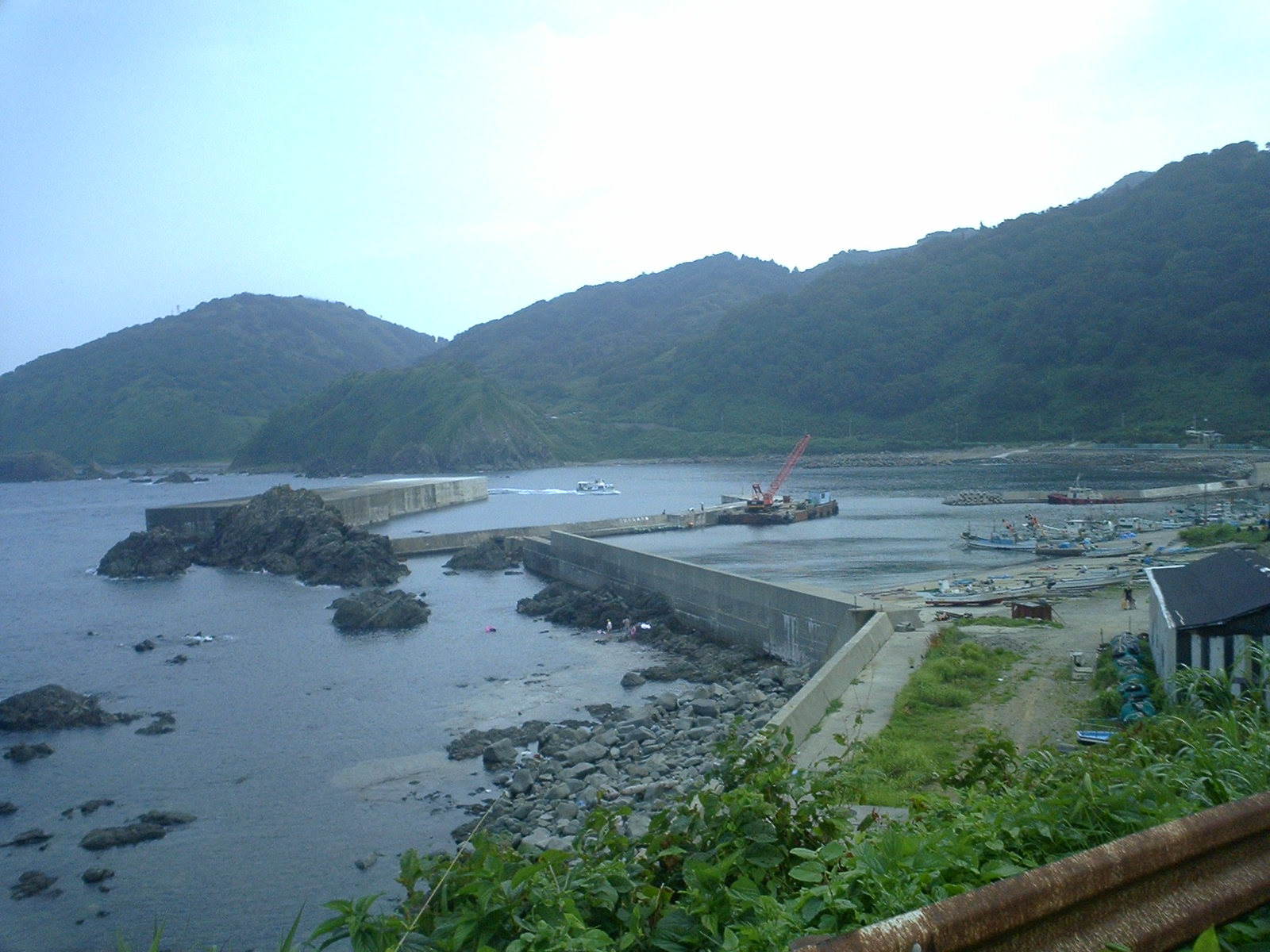
釜谷港

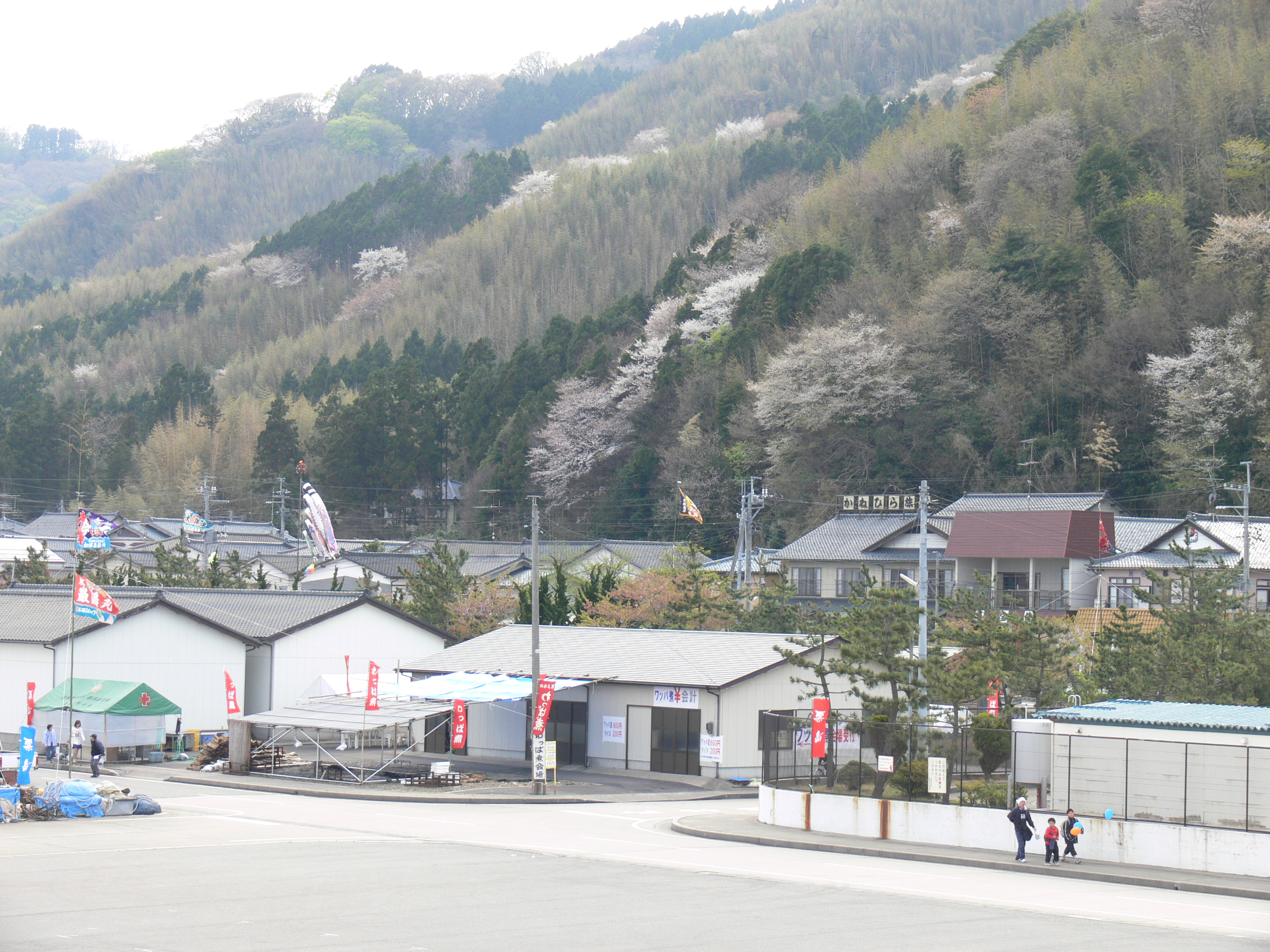
粟島浦村・内浦集落

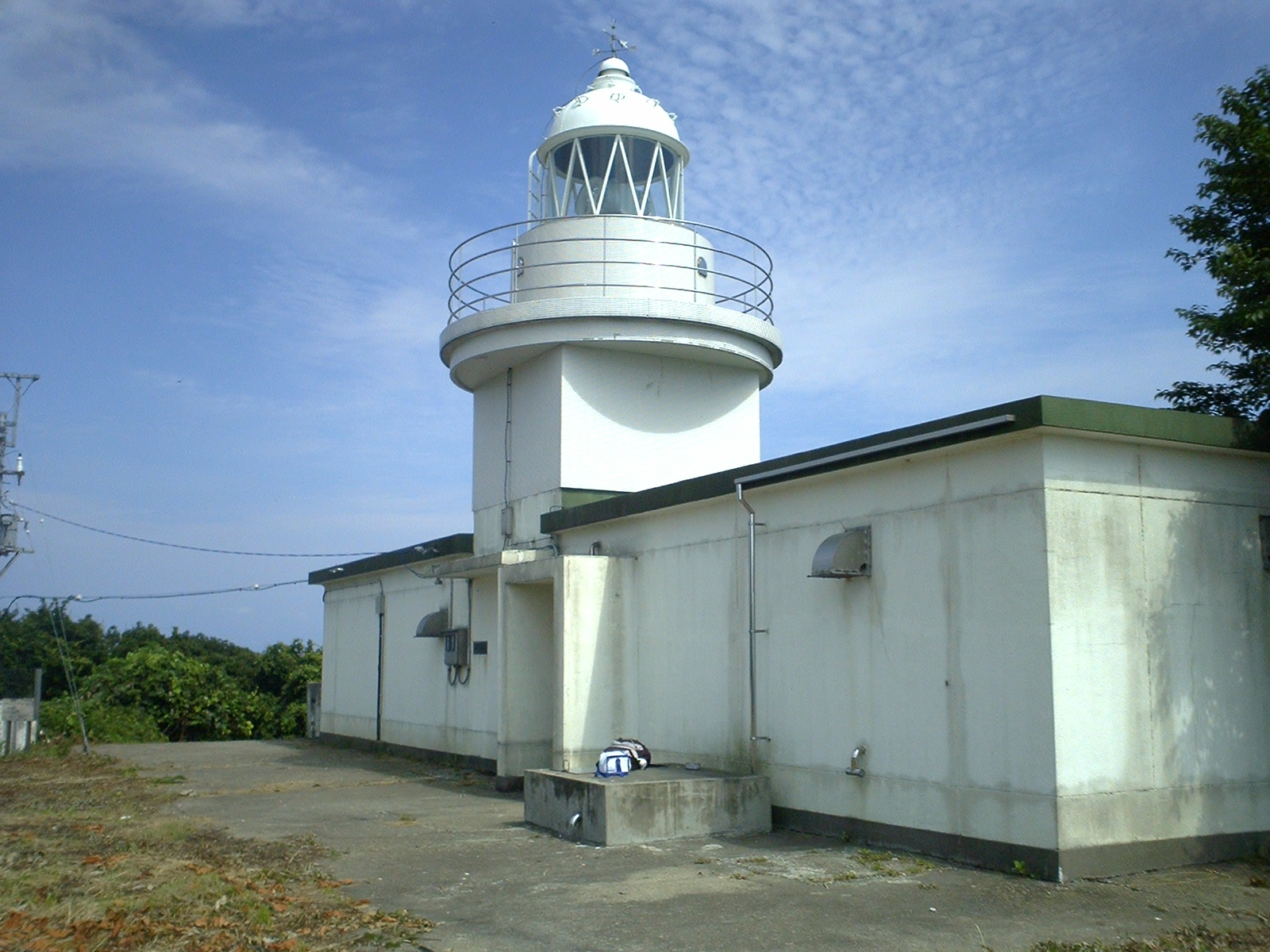
粟島灯台

粟島浦村（あわしまうらむら）は、新潟県の北部、日本海に浮かぶ粟島に位置する村。一島一村を形成する自治体（基礎自治体）である。岩船郡に属する。

## 地理と気候
集落は、東岸の内浦と、西岸の釜谷の2つがある。
地学的には隆起の激しい島であり、島の北部には海岸段丘が発達している。また1964年（昭和39年）6月16日に発生した新潟地震の際には、震源に近かったことから島内で1mの隆起が生じた。
1974年（昭和49年）3月22日、海底地すべりによる「粟島災害」が発生した。内浦集落の海岸が一晩のうちに大きく侵食され、多くの住居と完成したばかりの鉄筋コンクリートの村役場と役場に隣接していた木造の施設が海に飲み込まれた。新潟地震とこの海底地すべりにおいて、死者は出ていない。

### 内浦集落
村役場や粟島汽船の港があり、村の中心的機能を持つ。集落は平坦部に形成されており、旅館、民宿、ゲストハウスといった宿泊施設や土産店、商店、飲食店が多く立地する。

### 釜谷集落
斜面に形成された集落であり、狭隘で階段を有する生活道路が張り巡らされている。もともとは平地が殆ど存在しなかったが、新潟地震による隆起で海岸線が後退してできた土地に港湾道路や広場が整備された。こちらの集落にも民宿や食堂、売店が立地する。両墓制が残る全国でも珍しい集落である。

### 気候
内浦と釜谷では冬の気候が少々違う。内浦は本土に面しており、集落の背後の山がアジア大陸からの強風を防いでくれるため風が弱く、島に隠れている部分の海は穏やかであるが、逆に釜谷は大陸からの強風を直接に受けるため、冬は漁ができない。釜谷では、高さ数メートルもある岸壁を大波が軽々と越える。

### 荒海と漂着物
粟島は激しい波にさらされるため、特に大陸側である釜谷の海岸には日本語のみならず朝鮮語、ロシア語、中国語等が書かれた様々な外国製品も流れ着く。大型台風の襲来時には、更に大量の漂着物が集積する。
廃棄物のみならず、不審船も度々漂着している。2004年（平成16年）の春に漂着した不審船は全長5メートルほどの木造船で、船体はタールのようなものが塗られ真っ黒であった。2013年（平成25年）12月にはハングルの書かれた全長3.5メートルほどの木造船が漂着し、船内から男性の遺体が見つかっている。
冬になると、荒波に流されてタルイカ（ソデイカ）が打ち上げられる。味はそこそこであるが、珍しいため皆が探す。タルイカを拾うために海岸を徘徊する光景は粟島の冬の風物詩でもある。

## 歴史
粟島は過去に集落を焼き尽くすような大火に数度見舞われており、過去の資料や文献等がほとんど残っていない。このため、江戸時代以前は推測に頼るしかない。
人の居住は早く、縄文土器が出土している。古代は蝦夷が住んでいたと思われる。阿倍比羅夫の遠征や磐舟柵の設置など大和朝廷の北陸・東北地方への進出に伴い、その支配下に組み込まれていったと推測される。『万葉集』に載る和歌「波の間ゆ雲居に見ゆる粟島の逢わぬもの故我に寄そる児ら」にある粟島が、現在の粟島を指すとの解釈もある。
『大日本地名辞書』によると、日本各地に伝わる薬の処方を集めた『大同類聚方』に「磐船郡粟生蝦夷等之家伝方」として「粟島薬」が見え、2種類の薬について記されている。そこで原料とされている植物は現在も島に自生している。
鎌倉時代、室町時代は色部氏の領地。この時期、板碑が大量に造られた。
江戸時代には村上藩や庄内藩領、幕府領、米沢藩預と二転三転した。また北前船の寄港地として栄えた。戊辰戦争中はエドワード・スネルによる米沢藩への武器輸送の中継地だった。現在も海が荒れた際はタンカー等が内浦港の沖合いに停泊する。
- 1889年（明治22年） - 町村制施行により、粟島浦の区域をもって、粟島浦が発足する。
- 1909年（明治42年） - 粟島浦村に名称が変更する。
- 1974年（昭和49年）3月22日 - 島に高波が押し寄せ、海岸線の30棟で被害。鉄筋コンクリート2階建ての村役場も半壊した[8]。
- 2001年（平成13年） - 村長選挙で新人候補が立候補に必要な戸籍抄本を取ろうとした際に、村は祝日を理由に拒否したため、現職の神丸保男が無投票で当選した。2002年（平成14年）7月30日、最高裁判所は「神丸村長が地位を利用して立候補を妨害した」と認定して選挙無効が確定したため、神丸は失職となった[9]。しかし同年9月15日に出直し選挙が行われ、現職の神丸が再選した[10]。
- 2018年（平成30年）8月30日 - 8.30粟島浦村豪雨災害が発生。後に国の激甚災害に指定された[11]。

## 人口
| |                                          |  |
| 粟島浦村と全国の年齢別人口分布（2005年） | 粟島浦村の年齢・男女別人口分布（2005年） |  |
| ■紫色 ― 粟島浦村 ■緑色 ― 日本全国 | ■青色 ― 男性 ■赤色 ― 女性                |  |
| 粟島浦村（に相当する地域）の人口の推移 \| 1970年（昭和45年） \| 680人 \| \| \| 1975年（昭和50年） \| 674人 \| \| \| 1980年（昭和55年） \| 595人 \| \| \| 1985年（昭和60年） \| 526人 \| \| \| 1990年（平成2年） \| 479人 \| \| \| 1995年（平成7年） \| 474人 \| \| \| 2000年（平成12年） \| 449人 \| \| \| 2005年（平成17年） \| 438人 \| \| \| 2010年（平成22年） \| 366人 \| \| \| 2015年（平成27年） \| 370人 \| \| \| 2020年（令和2年） \| 353人 \| \| |                                          |  |
| 総務省統計局 国勢調査より |                                          |  |
| 1970年（昭和45年） | 680人                                    |  |
| 1975年（昭和50年） | 674人                                    |  |
| 1980年（昭和55年） | 595人                                    |  |
| 1985年（昭和60年） | 526人                                    |  |
| 1990年（平成2年） | 479人                                    |  |
| 1995年（平成7年） | 474人                                    |  |
| 2000年（平成12年） | 449人                                    |  |
| 2005年（平成17年） | 438人                                    |  |
| 2010年（平成22年） | 366人                                    |  |
| 2015年（平成27年） | 370人                                    |  |
| 2020年（令和2年） | 353人                                    |  |

2005年（平成17年）の国勢調査によれば、村の人口438人のうち内浦集落が347人、釜谷集落が91人であった。後述のしおかぜ留学制度により2011年から2021年までの10年間に15歳未満人口が19人から43人に増え、増加率は全国の市区町村で1位となった。

## 行政・選挙
- 村長：脇川善行（2022年9月15日就任、1期目）[13]

脇川の前任である本保建男は2006年に村上市との合併反対を掲げて勝利し（2002年は合併推進派が勝利）、4期務めて初当選時以外は3期続けて他に立候補者がおらず、2022年の村長選は16年ぶりだった。
役場の職員数に対する地域おこし協力隊の隊員数の比率が86%で、全国で最も高い。
村議会は2022年時点で7人。1991年には村議選において3人の得票数が同数となり、抽選が行われる珍しい事態が発生した。

## 産業

### 観光

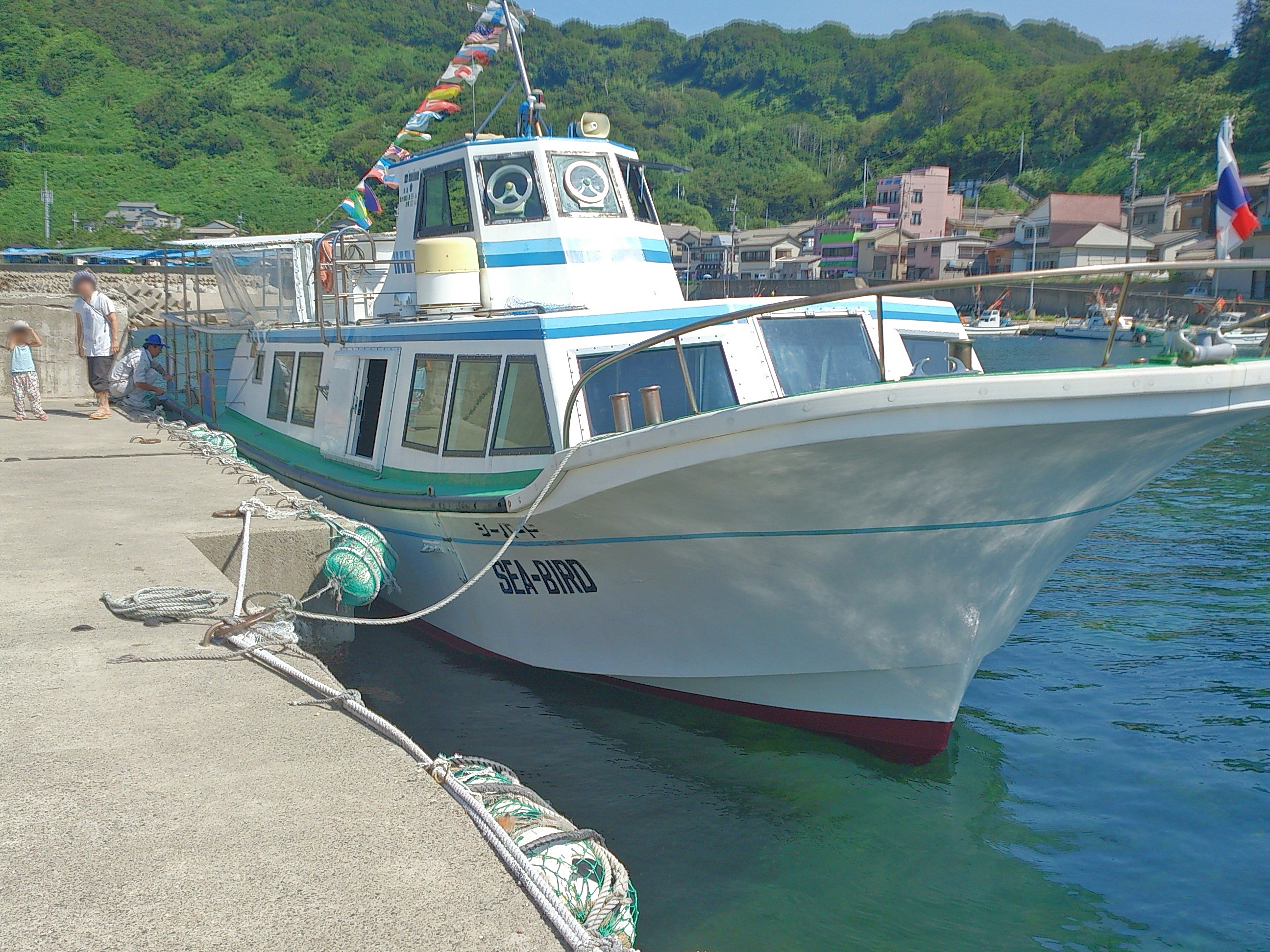
同島の遊覧船「シーバード」（2014年）

島全体が「瀬波笹川流れ粟島県立自然公園」の一部となっている。観光客数は年間2万人ほどで推移し、5月と8月にピークを迎える。ゴールデンウィークの時期に連絡船より眺める粟島は、萌黄色の島の中に桜の花がちりばめられ、紺碧の海の色との対比がとても美しい島である。
後述のように一般の自動車持ち込みは許可されていないため、島を一周するには持ち込みまたは役場で借りることのできる自転車が手段となる。貸出される自転車はママチャリのほかに電動アシスト自転車があるが、シーズン中は開始時間前に並ばないと借りられなくなることもある。平地が少ないため道路は起伏が激しい。このほか、かつては観光船「シーバード」で島を一周できた。
島内には温泉があるほか、秋には磯ダコ取りツアーが開催される。また、釣りも楽しめる。その他、粟島浦村の名物として次のようなものがある。
- わっぱ煮

粟島の名物料理。曲げわっぱの器に焼いた魚とネギを入れて上から熱湯をかけ、さらに熱した石を入れて煮立たせ、味噌を溶き入れて香ばしく仕上げる。酒を加える場合もある。島の多くの家庭では味噌が自家製で、材料を入れるタイミングや順番などワッパ煮の作り方もそれぞれこだわりがある。そのため色や味などは家によって異なる。
- 竹炭・竹酢[25]

豊富な竹林を生かした竹製品を製造・販売している。粟島浦村役場に電話で注文する事が出来る。

### 漁業
粟島漁港と釜谷漁港がある。5～7月には定置網漁のシーズンとなる。島内には競り・入札がなく、本土で実施されている。

### 農業
各家で野菜を育て、小豆、大豆も島内で自給している。小豆餡や味噌も多くは自家製である。稲作も昔は行われていたが、1964年の新潟地震による島の隆起が原因で水源が枯れた為、それ以降は行われていない。島のジャガイモは甘みがあるといわれる。秋に捕れる磯ダコを使ったイモダコが名物である。
1988年（昭和63年）には農水産物の加工施設「ふれあい加工センター」が完成した。
1998年（平成10年）には全国で初めて農協と漁協が統合された。営農や農産物販売の需要は少なく、統合前の農協の事業収益の75%は内浦集落の小型スーパーだったと言われている。

## 教育
島内には粟島浦小学校と粟島浦中学校がある。小中併設校のため校舎と校長は同じ。2013年以降しおかぜ留学制度を実施し島外からの国内留学生を受け入れており、小中合計した児童・生徒数は島出身者、島外出身者それぞれ十数名。釜谷集落の生徒は2011年度よりコミュニティバスによる通学となっている。
釜谷集落には廃校になった旧分校がある。
高等学校は島内に無く、本土の村上市内の高等学校へ進学する生徒が殆どである。島からの通学は困難なため、村上市に村営の寄宿舎が設けられている。

## 施設
- 島内に警察署および消防署はない。毎年夏季（7月〜8月）には管轄の村上警察署が村の要請を受け、臨時交番を開設している。また、2017年12月21日、北朝鮮からとみられる日本海側への相次ぐ漂着船や上陸事案を受けて、新潟県警察が機動隊員と村上警察署員の合計2人とミニパトカー1台を派遣した[31]。
- 郵便局は、内浦地区の粟島郵便局[32]1カ所のみ。金融機関としては粟島浦漁業協同組合も利用できる。
- 1959年（昭和34年）以降は無医村となっており、病院はなく、診療所に看護師2人が配置されている[33]。2000年から遠隔診療が導入されている[30]。専門的な医療は本土へ渡航して受診し、急患はヘリコプターか粟島汽船の船を臨時に運航して搬送することになる。
- 商店は漁協経営の小さなスーパーマーケットと、個人商店が2軒[34]。観光シーズンになると、土産物屋が何軒か開店する。
- エネルギーは粟島火力発電所により大部分が賄われているが、2014年に国の「海洋再生可能エネルギー実証フィールド」に選定され、海流発電の実証実験が行われる[35]など、再生可能エネルギー導入に向けた動きがある。2020年以降は県による「新潟県自然エネルギーの島構想」の策定作業が進められている[36]。
- 長らく県内唯一、光回線サービスが存在しない自治体であったが、2022年度のサービス開始を目指して本土の村上市との間に海底ケーブルの設置工事が進められている[37][38]。

## 交通

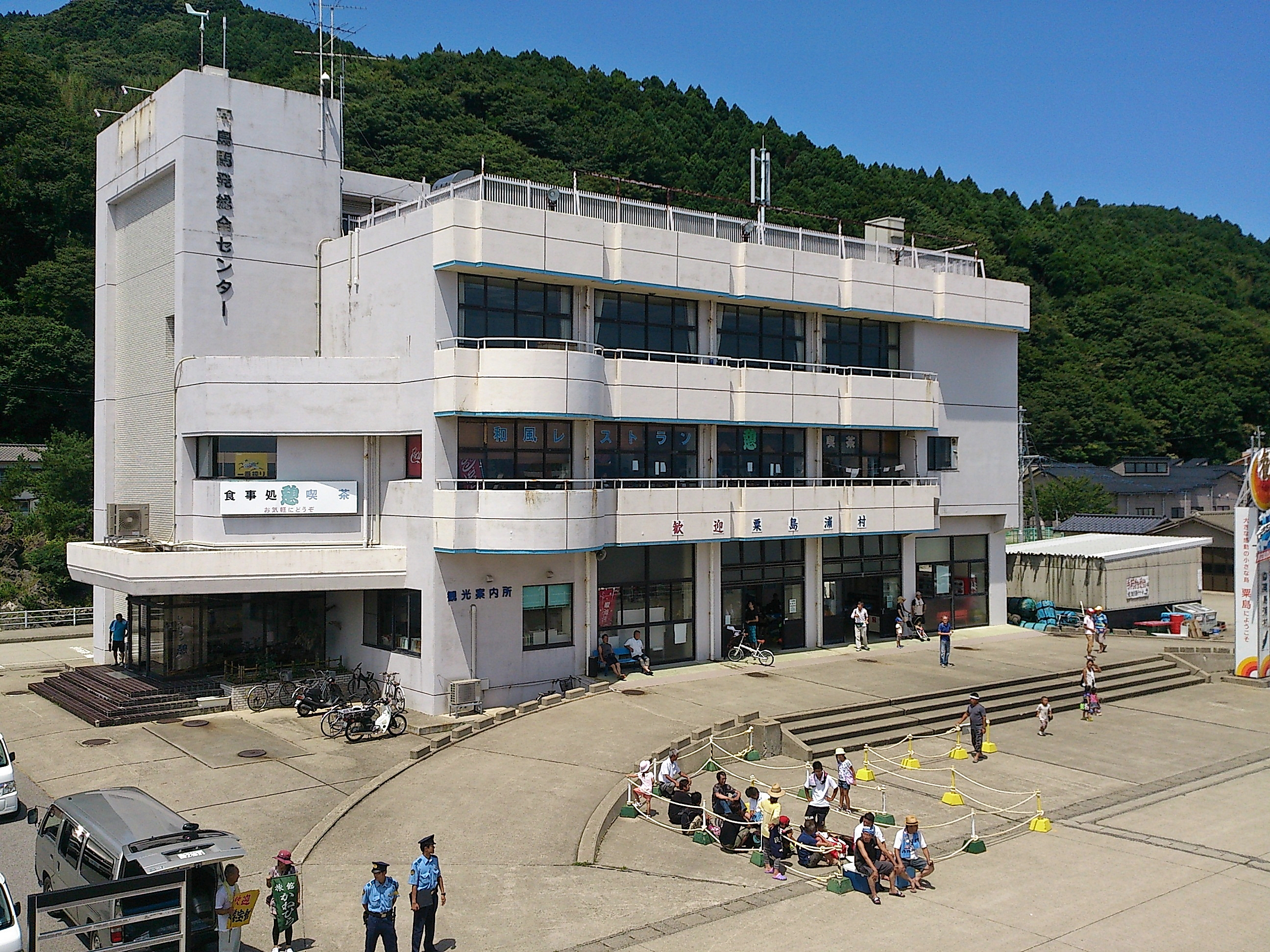
フェリー待合所も兼ねる粟島総合開発センター

同村においては、路線バス、タクシー等は運行されていないが、民宿に電話で依頼すると港まで送迎してくれる。近年、補助金によりコミュニティバス（島民のみ無料で、島民以外は200円）が開通し、内浦と釜谷を往復している。粟島汽船のカーフェリーは車を運べるが、島民や仕事での来島者を除く観光客は自家用車・バイクの持ち込みはできない。
また、災害救援用のヘリポートが島北部に設けられている。

### 道路
幹線道路は、中心部の内浦地区と釜谷地区を結ぶ一般県道1路線。その他は全て村道となっている。
学校前の信号機
信号機のない島で育った子供たちが本土での信号機に迷わないようにと2007年7月13日、粟島浦村で唯一の信号機が設置された。島内には信号機が必要なほどの交通量ではないが、交通量の激しい島外で事故に遭わないようにと教育関係者の働きかけもあり設置場所が学校前となった。
粟島島内を走る一般県道
- 新潟県道321号釜谷内浦線

村道は北周りの遊歩道と南回りの遊歩道がある。南回りの遊歩道の最高部である矢ヶ鼻から見た本土は良い景色である。晴天時は佐渡島の大佐渡山地と小佐渡山地、本土の角田山と弥彦山が四つ並んだ島のように見える。また、新潟市中央区の新潟スタジアム（デンカビッグスワンスタジアム）、朱鷺メッセ、NEXT21も見ることができる。北周りの遊歩道は快晴の日に限り鳥海山が見える。

### 港湾・船舶

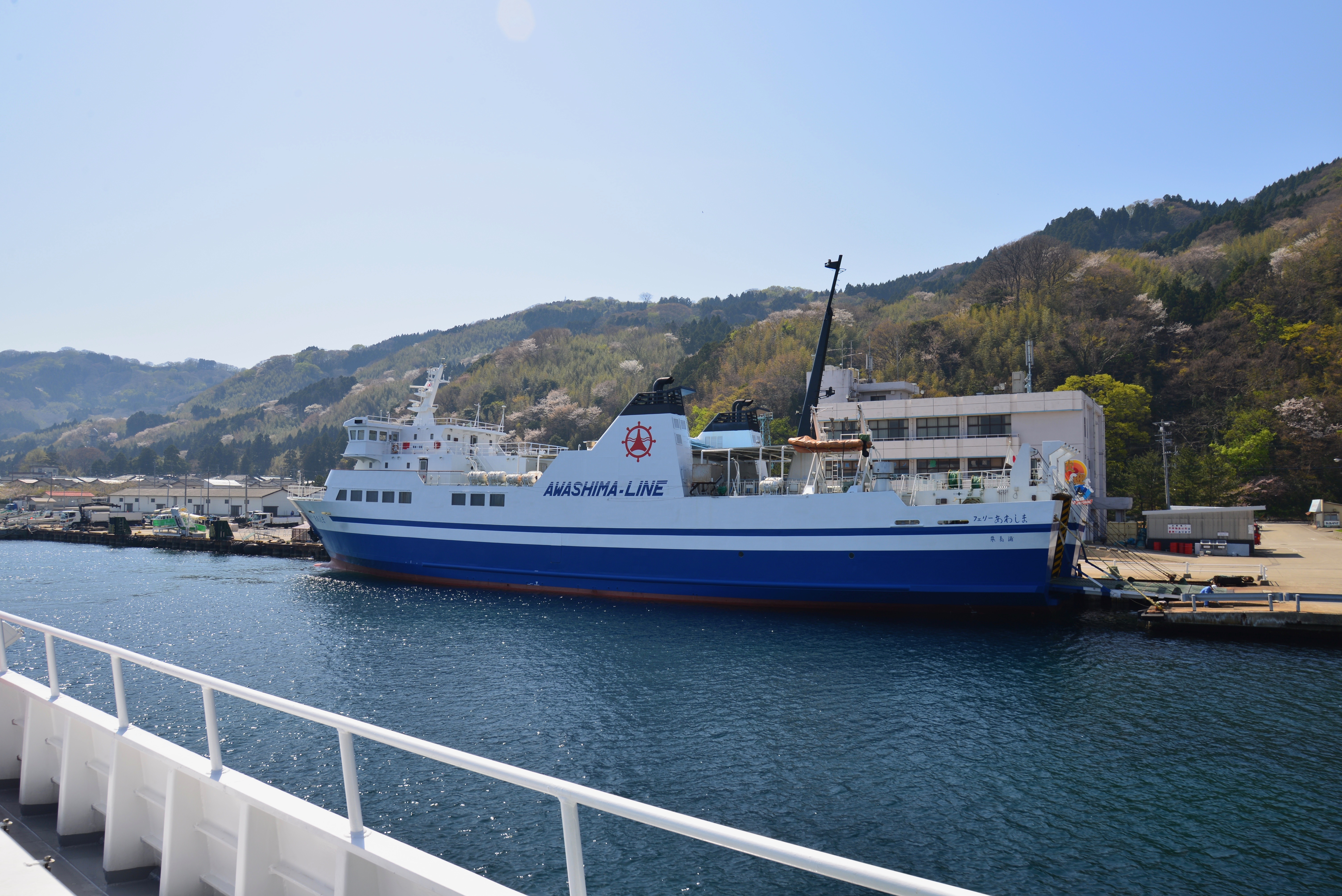
粟島汽船のフェリーあわしま

離島という地理条件上、島外との交通の基幹は航路に頼ることとなる。新潟県本土側とは、粟島汽船が運航する内浦港と岩船港（村上市）を結ぶ航路により結ばれており、カーフェリーと高速船が運航されている。
冬は大陸からの寒波にさらされ、海が荒れるため、長ければ1週間程度船が欠航し、郵便等の貨物や新聞のやり取りができなくなることもある。
なお、2018年6月29日より7月20日までの平日のみ15日間について、新潟港と粟島を結ぶ航路が社会実験として44年ぶりに就航することとなった。

## 名所・旧跡・観光

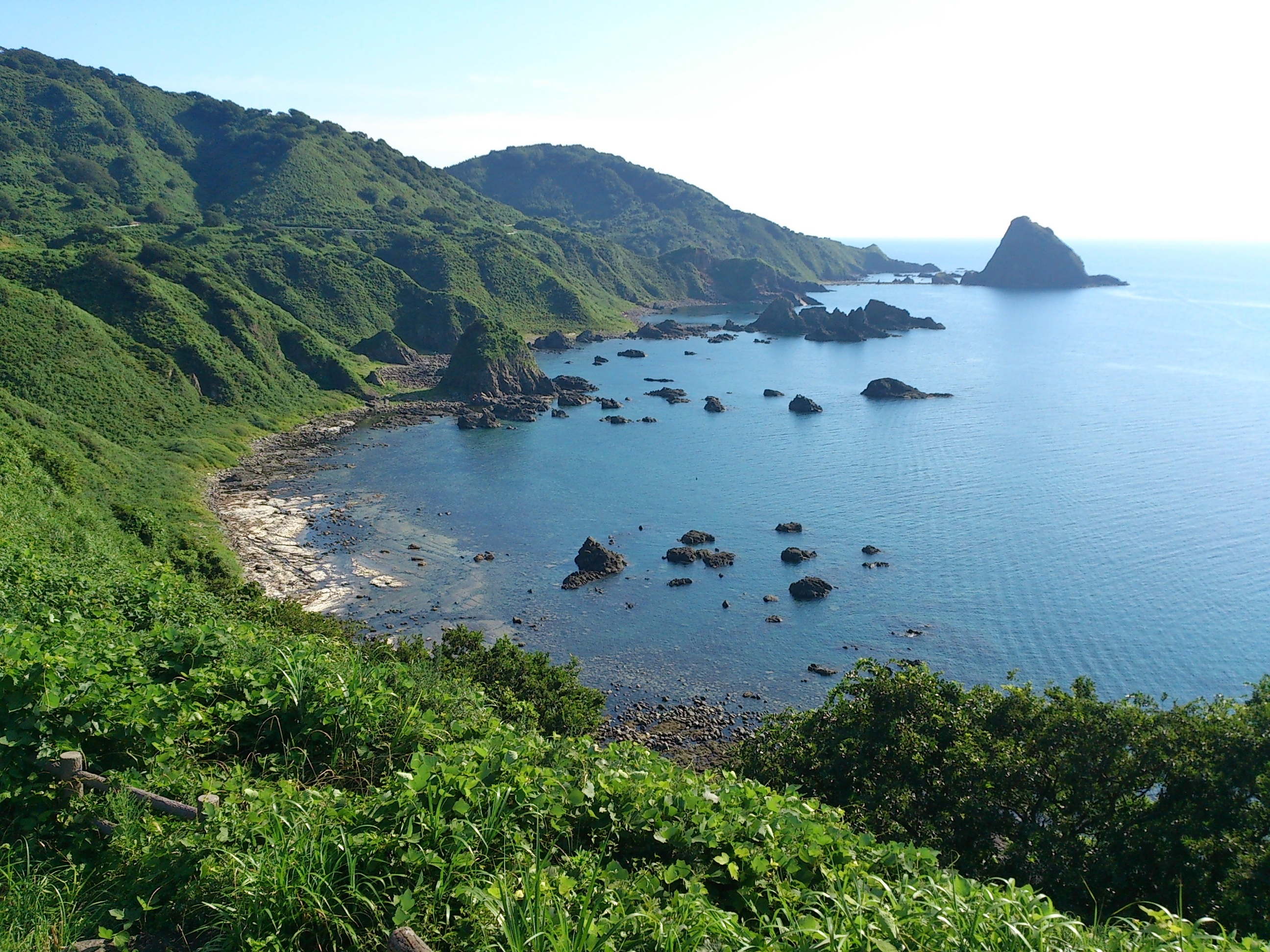
仏崎展望台から見る粟島と日本海

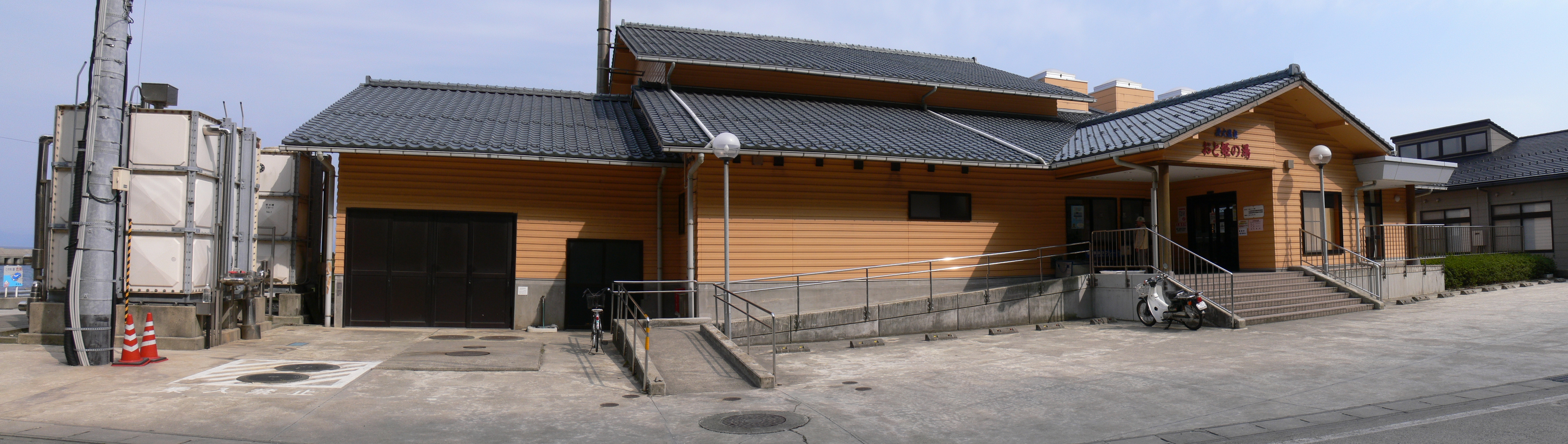
漁火温泉 おと姫の湯

- あわしま自然体験学校
- 粟島浦村資料館[5]
- 仏崎展望所[5]
- 大謀（だいぼう）網漁見物[5]
- あわしま牧場（乗馬体験など）[5]
- パノラマ新道[5]
- 夕日スポット（仏崎など）[5]
- 漁火温泉 おと姫の湯[5]
- 内浦キャンプ場、内浦海水浴場[5]
- 釜谷キャンプ場、釜谷海水浴場[5]
- 旗崎海水浴場[5]
- 島開き（5月ゴールデンウィーク）[5]

## 動植物

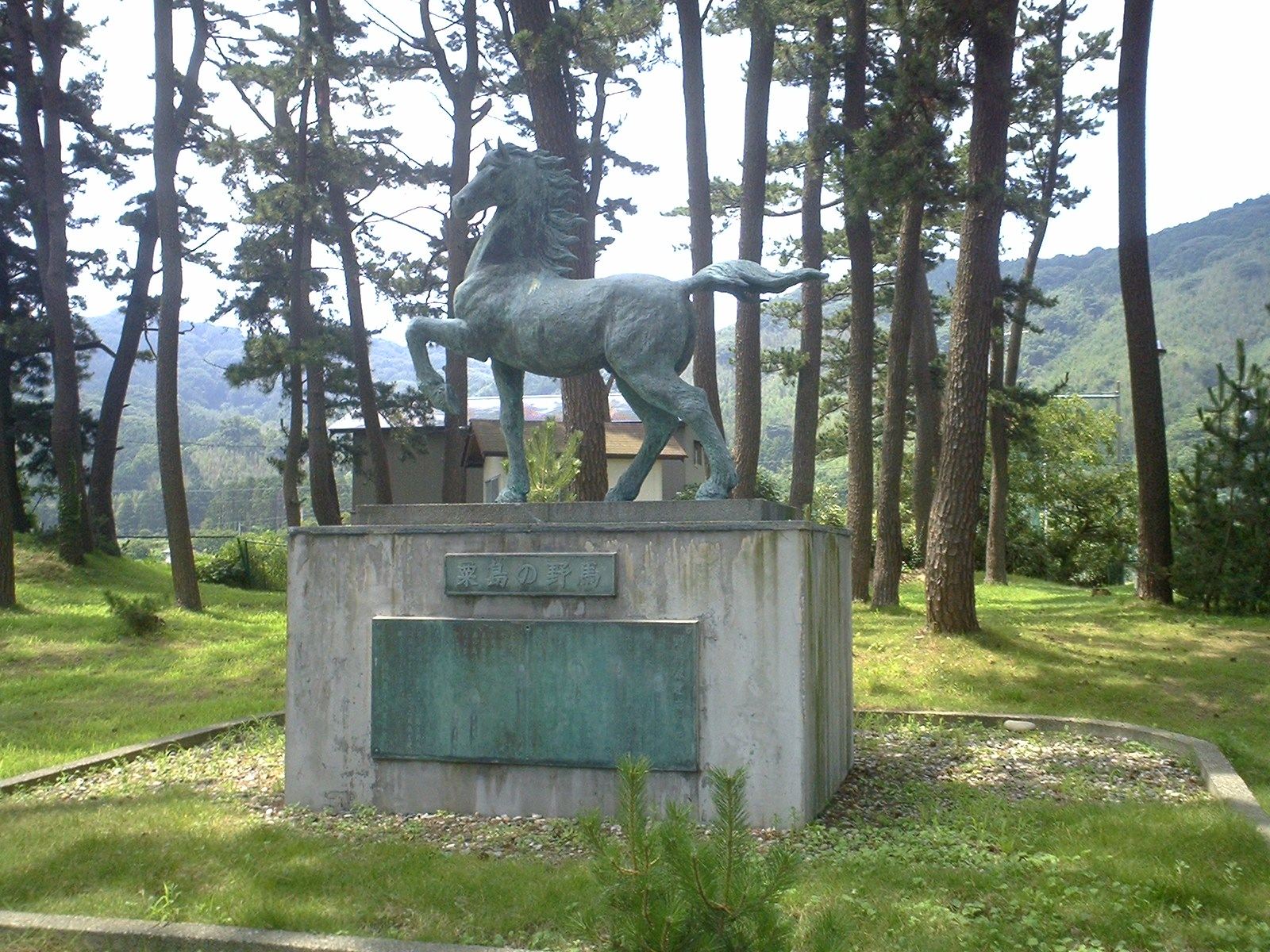
内浦の野馬公園にある野生馬の像

- 鳥

春先には百数十種の渡り鳥が飛来し、野鳥観察地として人気がある。渡り鳥の「オオミズナギドリ」と「ウミウ」の繁殖地が国指定の天然記念物に指定されている。
- 哺乳類

元からいる哺乳類はイタチと野鼠くらいである。昭和の初めまで野生馬がいたが、絶滅した。この野生馬の先祖は源義経が奥州平泉へ逃れる途中に放した馬といわれる。また、皇居前の楠木正成の銅像の馬は粟島の野生馬であるといわれている。2011年以降、牧場で馬が飼育され、乗馬が体験できるほか、前述のしおかぜ留学の小中学生によって給餌が行われている。野良猫がかなりいるほか、脱走した鹿が3匹いる。
- 植物

初夏になると、岩肌から島の花である岩ユリ（スカシユリ）が咲く。新潟地震の直前、山の竹が一斉に開花して枯れたと言われている。

## 市町村合併
岩船郡（当村、朝日村、山北町、神林村、荒川町）と村上市とで合併する話があったが、村上市が離脱したため白紙になった。なお、岩船郡関川村は以前より自立の道を選択していた。その後、村上市の市長交代により元の枠組みで新協議会が発足したが、今度は当村が村長交代により協議を離脱し、自立の道を歩むと表明した。